# Carlos Valdés (escritor)
Carlos Valdés Vázquez (Guadalajara, 16 de abril de 1928 – Ciudad de México, 10 de febrero de 1991) fue un escritor, ensayista y traductor mexicano. Reconocido como un exponente de la literatura mexicana de la Generación de Medio Siglo.

## Biografía
Descubrió su vocación literaria en su ciudad natal y siendo adolescente intentó leer una biblioteca pública completa, comenzando con la letra A (propósito similar al intentado por "el Autodidacto" Ogier P., deuteragonista de la novela filosófica La náusea, de Jean-Paul Sartre). Como gesto de rebeldía leía a escondidas a los poetas malditos en un rincón de la Catedral de Guadalajara junto con Emmanuel Carballo. Ahí colaboró en la fundación de la revista literaria Ariel y participó activamente en los primeros números. Poco después, en 1952, emigró a la Ciudad de México con la intención definida de dedicarse a la literatura.
En su juventud, buscó labores que fueran compatibles con su aprendizaje literario. De modo autodidacto aprendió el idioma inglés para disfrutar a sus autores favoritos en versión directa como Faulkner, Conrad y Nabokov. Con los años se convertiría en un traductor de ese idioma, actividad que continuó hasta su fallecimiento en 1991.
Trabajó como funcionario en la Universidad Nacional Autónoma de México, en difusión cultural y prensa. De 1959 a 1965 fue secretario de redacción de la prestigiosa Revista de la Universidad de México.
Publicó cuentos sueltos y colaboraciones en varias revistas como Ariel, Ideas de México, México en la cultura, Revista Universidad de México, La cultura en México de la revista Siempre! y Sábado del diario Unomásuno. Casi toda su obra la firmó como Carlos Valdés, pero de modo ocasional empleó los seudónimos de «Ventura Gómez Dávila» (crítica de arte) y «Juan Lomas» (ensayo).
Su primer libro de cuentos fue Ausencias, del año 1955, publicado bajo el sello de «Los Presentes», una serie dirigida por el escritor Juan José Arreola. Desde este primer trabajo Carlos Valdés ya dominaba el estilo realista, con ironía y ficción entrelazadas, un estilo que prevalecerá en su producción posterior de cuentos y novelas. Desde esa primera obra, la crítica literaria ha encontrado una tendencia hacia lo autobiográfico como recurso de la ficción.
En 1960 fundó y dirigió la revista literaria independiente Cuadernos del Viento, junto con Huberto Batis, quien la continuó hasta 1967, la cual fue un escaparate importante para la nueva literatura mexicana y la difusión de las vanguardias literarias provenientes de otros países.

## Obra
- Ausencias, Los Presentes, 1955.
- Dos ficciones, El Unicornio, 1958.
- Dos y los muertos, UNAM, 1960.
- El nombre es lo de menos, FCE (Letras Mexicanas), 1961.
- Crónicas del vicio y la virtud, ERA, 1963.
- José Luis Cuevas, UNAM (Colección de arte), 1966; 1969.
- Teoría y práctica del insulto mexicano (seudónimo Juan Lomas), Posada (Duda semanal), 1974.
- Protesta y chiste político en México (seudónimo Juan Lomas), Posada (Campo abierto), 1975.
- Los antepasados, Cuadernos del viento, 1963.
- La voz de la tierra, FCE, 1972.
- La catedral abandonada, Conaculta (LuzAzul), 1992.